# خوان برنات
خوان برنات ولاسکو  (اسپانیایی: Juan Bernat Velasco‎؛ زادهٔ ۱ مارس ۱۹۹۳) بازیکن فوتبال اهل اسپانیا است که در پست دفاع چپ بازی می‌کند.